# Терещенко Віктор Миколайович
Віктор Миколайович Терещенко (нар. 23 вересня 1966, с. Плоске, Харківської обл. УРСР) — український чиновник і діяч місцевого самоврядування. Голова Великобурлуцької селищної ради (з 25.10.2015), а згодом і селищної громади Куп'янського району Харківської обл. (з 25.10.2020), яку було утворено 9 лютого 2018 року шляхом об'єднання Великобурлуцької селищної громади та Гнилицької Першої сільської ради Великобурлуцького району Харківської обл.
На місцевих виборах 2020 року отримав 59.87 % (або 3228 голосів) виборців.

## Біографія
Народився 23.09.1966 р. у с. Плоске Великобурлуцького району Харківської обл. Громадянин України, освіта вища, До посади селищного голови Віктор Терещенко 25 років пропрацював головним санлікарем району.
17 березня 2022 року під час російського вторгнення в Україну стало відомо про викрадення очільника Великобурлуцької територіальної громади Віктора Терещенко ворогом.. «Російські військові. запросили його на своє робоче місце, після чого фактично затримали і вивели до найближчого відділку поліції, в якому ті перебували. Вони тримали його за ґратами — змушували, вочевидь, до певних речей. Втім людина трималась героїчно», — повідомив голова Харківської обласної військово-цивільної адміністрації Олег Синєгубов. Згодом окупанти звільнили голову громади з полону, йому було надано медичну допомогу.

## Партійність
У 2015 році балотувався та був обраний головою Великобурлуцької селищної ради від Блоку Петра Порошенка «Солідарність» (2014—2019), втім вже у 2020 р. переобрався як самовисуванець (безпартійний).

## Досягнення
Було оновлено машинний парк місцевого водоканалу: за перші три роки ОТГ придбала для комунального автопарку два трактори, трактор-екскаватор, асенізатор, причем та сміттєвоз та машину для виїзду аварійних бригад.
Налагоджено система вивезення відходів — на територіях біля 46 житлових будинків у Великому Бурлуку облаштували контейнерні майданчики. Наразі двічі на місяць, по п'ятницях та суботах, комунальники за допомогою нової техніки вивозять сміття з приватного сектору.
Проведено ремонт магістрального водопроводу, по трубам якого до будинків близько 4 тисяч великобурлучан із сусіднього села Катеринівка вода тече вже більше 80 років.
У 2018 році для мешканців ОТГ реконструювали районну поліклініку, встановили сучасне обладнання для стоматологічного кабінету а також маммограф для рентгенкабінету, який дозволив місцевим жінкам проводити профілактичні огляди.
За керівництва Терещенка В. М. вперше за півстоліття було здійснено реконструкцію стадіону у Великому Бурлуку (з моменту будівництва в 1963 році споруду не ремонтували жодного разу). Під час капітального ремонту проведено реставрацію будівлі: накрили дах, замінили вікна на пластикові, привели до ладу фасад та закрили всередині стіни вологостійким гіпсокартоном, а стелю — пластиком, підлогу — плиткою. Також за спонсорські гроші встановили трибуни, збудували приміщення з роздягальнями та душовими кабінками для гравців. У чемпіонаті району грає 13 футбольних команд.
В ОТГ проходять заходи щодо охорони культурної спадщини громади, зокрема створення «туристичних якорів» накшталт храму Преображення Господнього і садибного будинку Донець-Захаржевських — Задонських у смт Великий Бурлук.
У центральному парку селища встановили понад 50 сучасних вуличних ліхтарів та обладнали дитячий майданчик. Поряд із парком проведено капітальний ремонт однієї з головних вулиць — Паркової.
ОТГ придбала шкільний автобус та безкоштовний соціальний автобус для мешканців громади. Щоб знизити рівень адміністративних порушень, на чотирьох перехрестях у селищі встановили 12 відеокамер.
Спільно із Харківським Центром розвитку місцевого самоврядування розроблено Стратегію розвитку територій до 2027 року.

## Графік прийому громадян
- Пн. — чт.: з 08.00 до 17.00
- Пт.: з 08.00 до 16.00
- Перерва: з 12.00 до 13.00[12]